# Ozarba aeria
Ozarba aeria là một loài bướm đêm trong họ Noctuidae.